# Kušima (nádraží)
Kušima (japonsky 串間駅, Kušima-eki) je železniční stanice společnosti JR Kjúšú na trati Ničinan. Zastavují zde osobní i spěšné vlaky.